# 왕연 (전촉)
촉 후주 왕연(蜀 後主 王衍, 901년 8월 31일(음력 7월 15일) ~ 926년 5월 18일(음력 4월 4일))은 오대십국시대 전촉의 제2대 황제이자 마지막 황제로, 본명은 왕종연(王宗衍, 918년 즉위 후 개명)이며, 자는 화원(化源)이다. 전촉의 초대 황제인 왕건(고조)의 11번째 친아들이자 막내아들이었으나, 어머니 서현비가 왕건이 총애하던 후궁이었던 데다가, 재상 장격의 지지를 받은 덕분에 왕건의 후계자가 될 수 있었다.
왕연의 치세는 전통적으로, 퇴폐, 부패, 무능 중의 하나로 여겨졌다. 925년, 그의 나라(전촉)는 북동쪽 이웃 나라인 후당에 의해 정복되었다. 왕연은 후당군에 항복했으나, 후당 장종에 의해 죽임을 당했다. 사후 후당에서 순정공(順正公)이라는 시호가 내려졌고, 생전 재위 중에 받은 존호는 성덕명효황제(聖德明孝皇帝)이다.

## 생애
918년 왕건이 죽자 전촉의 왕위계승을 두고, 왕건의 아들과 양자 사이에서 계승권 다툼이 일어나 최종적으로 왕건의 막내아들 왕연(王衍)이 뒤를 계승했다.
왕연은 촉의 경제력을 배경으로 사치에 몰두하고, 정치는 환관에게 일임하여 백성들을 쥐어짰다. 이로 인해 민심은 급속도로 떨어져 나가기 시작했고, 925년 후당군의 침공에 저항하는 자들이 없어 멸망당했으며 왕연은 장안으로 호송 도중 살해되었다.
전촉 멸망후 무장 맹지상이 이 땅의 통치를 후당으로부터 일임받았으나 후에 독립하여 후촉을 건국하였다.

## 가족 관계

### 황후
| 봉호           | 시호 | 이름(성씨)     | 별칭               | 재위년도      | 생몰년도  | 비고 |
| -------------- | ---- | -------------- | ------------------ | ------------- | --------- | ---- |
| 폐황후(廢皇后) |      | 고씨(高氏)     | 황태자비(皇太子妃) | 918년 ~ 921년 |           |      |
| 황후(皇后)     |      | 김비산(金飛山) | 귀비(貴妃)         | 921년 ~ 925년 | ? ~ 926년 |      |

### 후궁
| 봉호       | 시호 | 이름(성씨)            | 별칭       | 생몰년도  | 비고 |
| ---------- | ---- | --------------------- | ---------- | --------- | ---- |
| 원비(元妃) |      | 서씨(徐氏) 위씨(韋氏) | 첩여(婕妤) |           |      |
| 귀비(貴妃) |      | 전씨(錢氏)            |            | ? ~ 926년 |      |
| 순비(順妃) |      | 소씨(蘇氏)            |            |           |      |
| 소의(昭儀) |      | 이순현(李舜弦)        |            |           |      |
| 궁인(宮人) |      | 이옥소(李玉蕭)        |            |           |      |
| 궁인(宮人) |      | 유씨(劉氏)            |            |           |      |
|            |      | 하씨(何氏)            |            |           |      |
|            |      | 왕씨(王氏)            |            |           |      |

### 황자
| - | 봉호 | 시호 | 이름           | 생몰년도  | 생모 | 별칭 | 비고 |
| - | ---- | ---- | -------------- | --------- | ---- | ---- | ---- |
| 1 |      |      | 왕승조(王承祧) | ? ~ 926년 |      |      |      |
| 2 |      |      | 왕승사(王承祀) | ? ~ 926년 |      |      |      |

| 전임 고조 왕건 | 제2대 전촉의 황제 918년 ~ 925년 | 후임 (멸망) |

## 같이 보기
- 유창 (십국)